# Saskatchewan Highway 2
Der Saskatchewan Highway 2 ist eine Fernstraße in der kanadischen Prärieprovinz Saskatchewan. Er verläuft in Nord-Süd-Richtung und hat eine Länge von 798 km. Ein Teil des Highways zwischen Moose Jaw und Prince Albert wird Veterans Memorial Highway genannt. Der Highway ist teilweise Bestandteil des National Highway Systems sowie des CanAm-Highway-Netzes.

## Streckenverlauf
Der Highway beginnt an der Grenze zu den Vereinigten Staaten an der Grenzstation West Poplar River, südlich davon wird die Route als Montana State Route 24 fortgeführt. Sie verläuft in nordöstlicher Richtung zum Fife Lake, ab dort geht es in nördlicher Richtung zu der Kleinstadt Assiniboia, dort trifft sie auf den Highway 13, der die Provinz in Ost-West-Richtung durchquert. Weiter nach Norden liegt vor der Stadt Moose Jaw eine Luftwaffenbasis der kanadischen Streitkräfte, die Moose Jaw Air Vice Marshall C.M. McEwen Airport. Dort sind die Snowbirds beheimatet, eine bekannte Kunstflugstaffel der Royal Canadian Air Force. Nördlich von Moose Jaw trifft der Highway auf den Trans-Canada Highway (Highway 1).

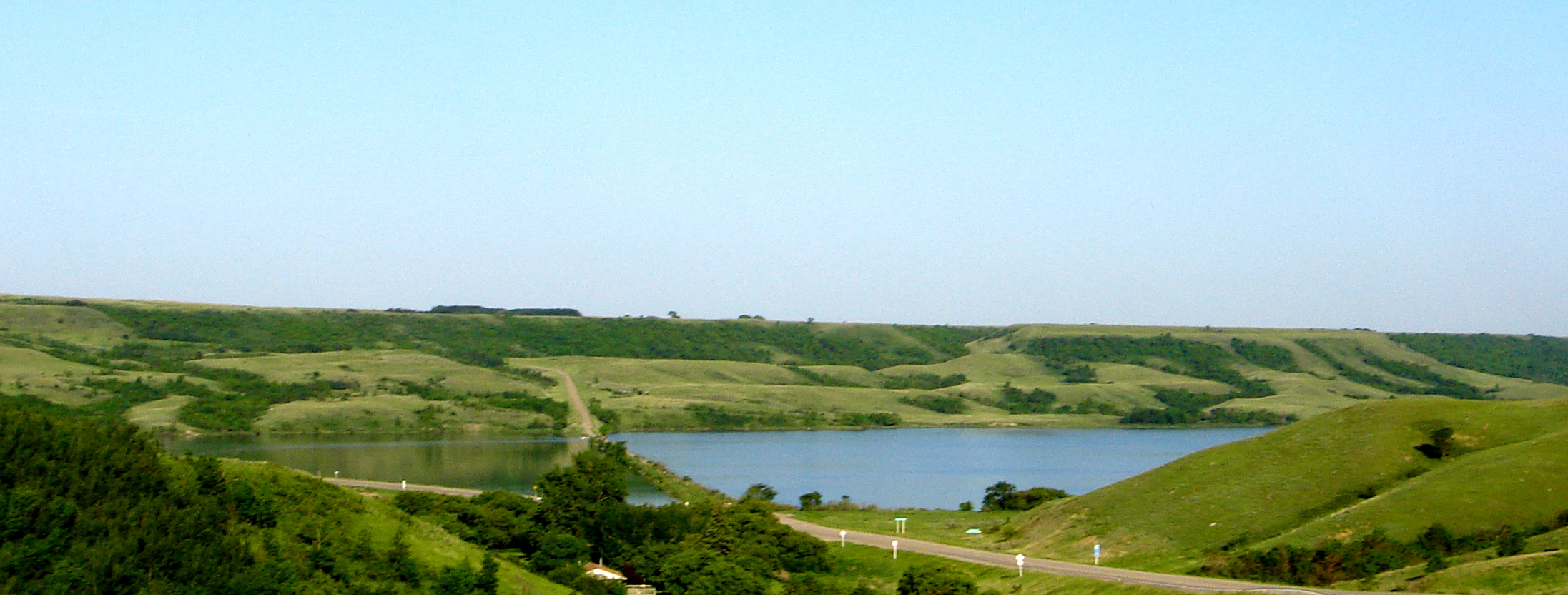
Damm über den Buffalo Pound Lake

Nördlich davon trifft die Route auf den Buffalo Pound Lake, der mit einem Damm überquert wird. Weiter nach Norden verläuft der Highway 11, der die Provinzhauptstadt Regina mit Saskatoon verbindet. Östlich von Saskatoon kreuzt Highway 2 den Highway 16, den Yellowhead Highway, der nach Osten hin Richtung Winnipeg führt. Südlich von Prince Albert mündet der von Süden kommende Highway 11 in den Highway 2 ein. In Prince Albert wird der North Saskatchewan River überquert, die Route führt von dort aus in den nördlichen Teil der Provinz, der nur sehr dünn besiedelt ist. Die Route endet in La Ronge am Lac la Ronge und führt weiter als Highway 102.
Der Abschnitt zwischen Prince Albert und La Ronge ist der nördlichste Teil des CanAm-Highways, der im Süden von Texas beginnt. Der Streckenabschnitt nördlich von Moose Jaw bis zum Abzweig von Highway 11 sowie der Abschnitt ab Einmündung Highway 11 südlich von Prince Albert bis Prince Albert gehören als Core-Route zum National Highway System (NHS), darüber hinaus wird der Abschnitt nördlich von Prince Albert als Northern Route im NHS geführt.